# Rolling shutter

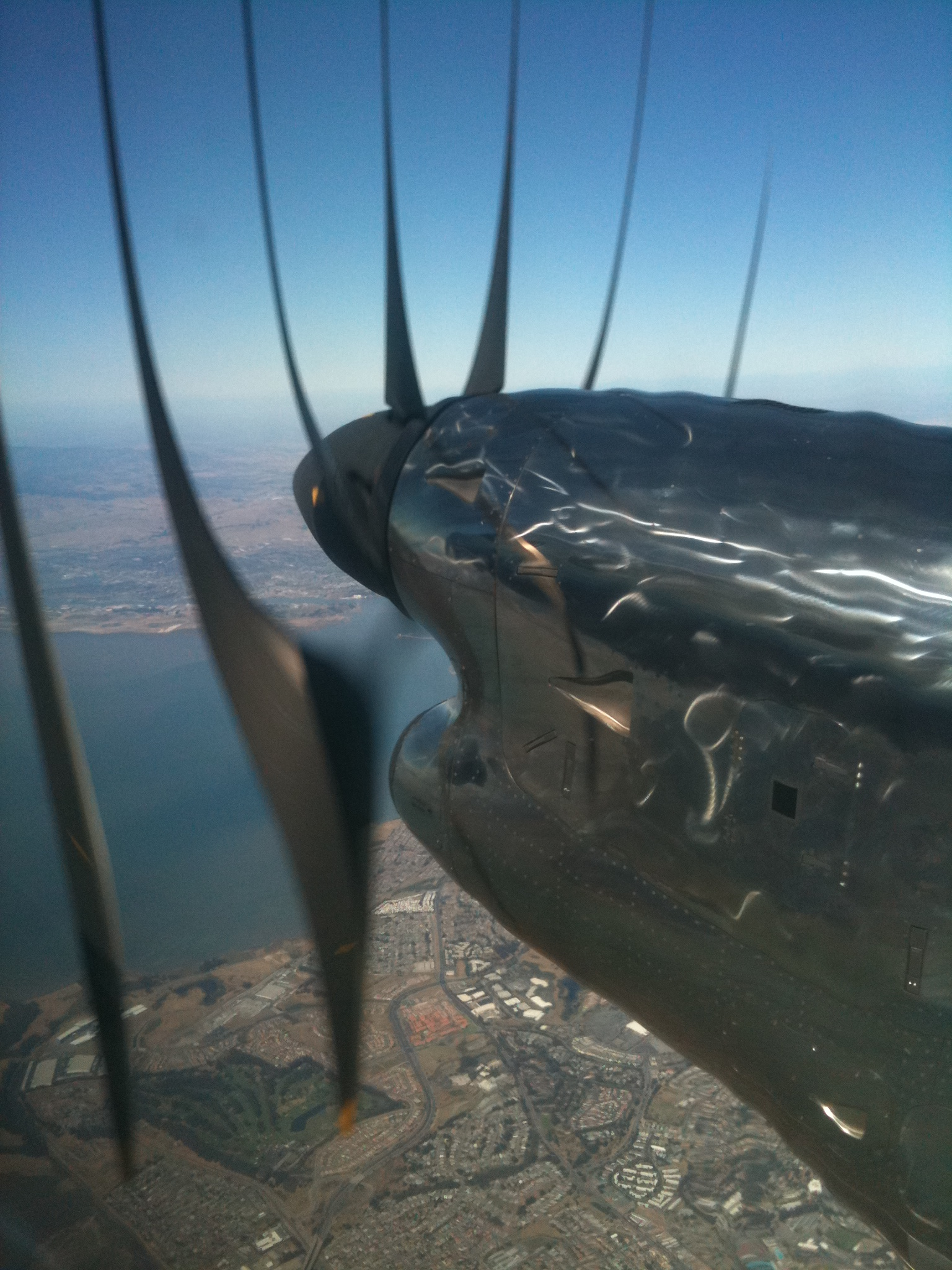
Les aspes del turboprop estan distorsionades per l'efecte rolling shutter.

El rolling shutter és un mètode de captura d'imatge realitzat amb un sensor CMOS, on l'obturador capta l'escena a partir d'un escombratge. El vídeo o imatge no correspon a una escena sencera en un instant de temps, sinó que l'obturador l'escaneja ràpidament de manera vertical o horitzontal. En altres paraules, no totes les parts de l'escena estan gravades exactament en el mateix moment, però la imatge final està mostrada com si representés un sol instant de temps. Això produeix distorsions en objectes amb moviments ràpids o amb determinats efectes de llum. Aquest fenomen no succeeix en altres dispositius com el "global shutter" (o obturador global) on tota la imatge és capturada en el mateix instant.
El "rolling shutter" pot ser mecànic o electrónic. Aquest mètode de captura es produeix en càmeres fotogràfiques i de vídeo que utilitzen sensors CMOS, i és més evident en condicions extremes de moviment o de llum. Hi ha alguns casos de CMOS que utilitzen el "global shutter", però en el mercat la majoria contenen el rolling shutter.
Una de les alternatives als sensors CMOS és el CCD o dispositiu de càrrega acoblada, generalment més sensible i més car. Les càmeres amb CCD sovint opten per l'ús del "global shutter" i, per tant, no perceben els efectes de moviment produïts per l'efecte rolling shutters.

## Efectes de distorsió

Efecte rolling shutter simulat en un disc giratori

Wobble o trontoll: Aquest fenomen (també conegut com a efecte gelatina) apareix quan la càmera està vibrant, en situacions com preses de mà amb teleobjectiu, o quan es dispara des d'un vehicle en moviment. L'escaneig no instantani de l'escena fa que la imatge trontolli de forma poc natural.
Skew o oblic: La imatge es deforma diagonalment en una direcció o una altra a mesura que la càmera o el subjecte es mouen d'un costat a un altre, exposant diferents parts de la imatge en diferents moments. L'efecte oblic és una manifestació menor del fenomen del trontoll descrit anteriorment.
Distorsió espacial: Els píxels verticalment adjacents es mostren distorsionats quan la càmera o el moviment de l'objecte són massa ràpids. Un exemple d'això és la imatge d'una hèlix que gira ràpidament. La imatge distorsionada de cada aspa es deu al fet que l'hèlix gira a la mateixa velocitat o gairebé a la mateixa velocitat a la que la càmera escaneja el quadre. Això també passa en la imatge d'un ventilador. Si aquest gira en el sentit de les agulles del rellotge, les aspes del costat esquerre semblen més primes del normal, mentre que les aspes del costat dret semblen més gruixudes i fins i tot poden aparèixer com si no estiguessin connectades al centre.

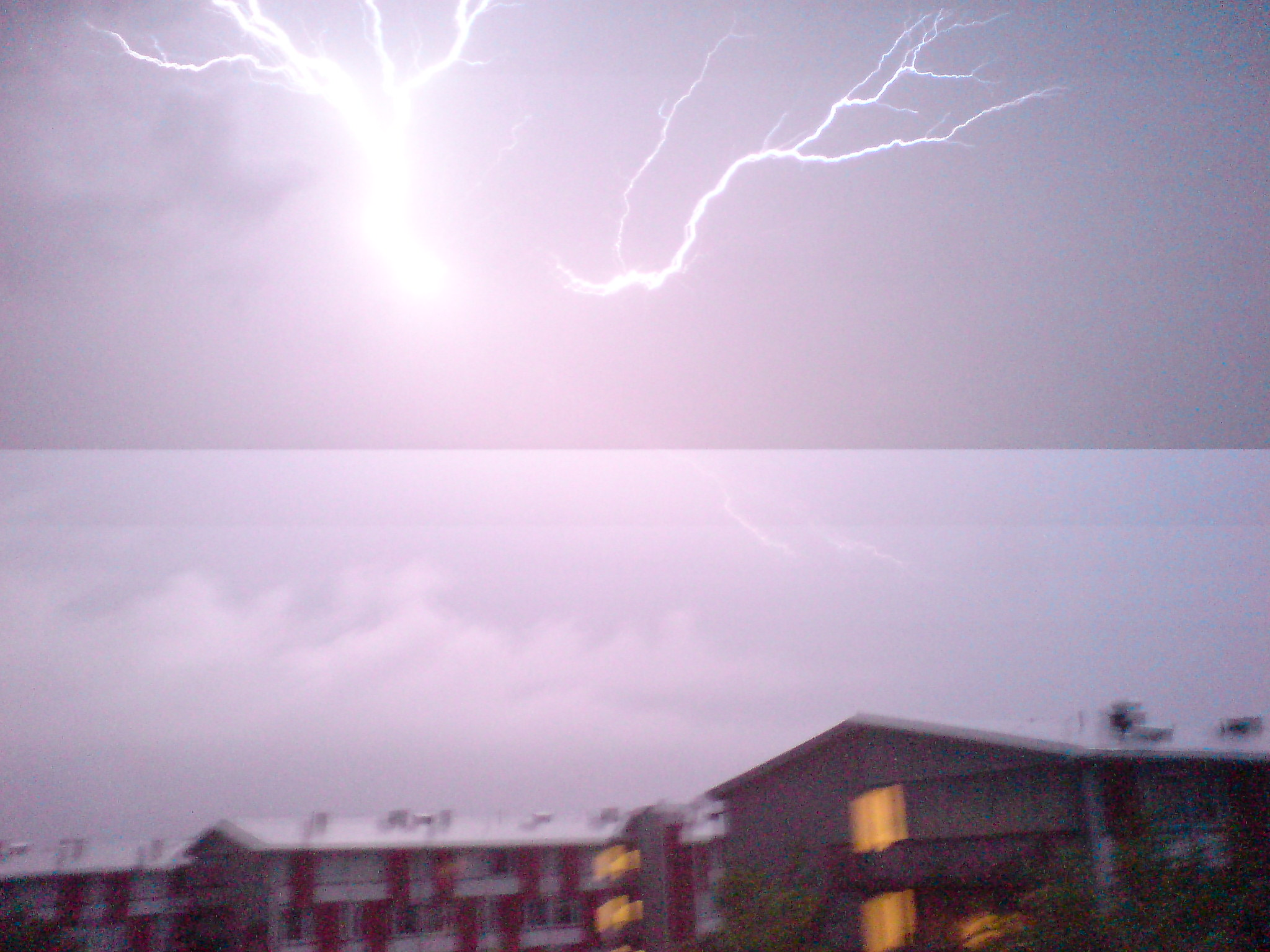
Imatge on veiem una distorsió temporal, concretament d'exposició parcial. La il·luminació cambia entre la captura de la part superior i inferior de la imatge.

Distorsió temporal (inclosa l'exposició parcial): Si el flaix d'una càmera s'encén només durant una part del temps d'exposició, la il·luminació del flaix només pot estar present en algunes línies de píxels d'un fotograma determinat. Per exemple, el terç superior de la imatge pot estar il·luminat pel flaix, mentre que els dos terços inferiors de la imatge apareixeran foscos, ja que el flaix estava apagat en el moment en què es va seqüenciar l'última part del CMOS. La diferència entre les dues parts en la imatge pot semblar estranya. Aquest efecte també pot sorgir amb la il·luminació fluorescent, els efectes estroboscòpics, els llamps o qualsevol situació extrema en què es vegin moviments molt ràpids o ràfegues de llum molt ràpides en el moment en què el xip CMOS capta una imatge.
Els efectes del rolling shutter, poden resultar difícils per als efectes visuals de la filmació. El procés de matchmoving presenta una escena basada en un únic instant en el temps, però això és difícil amb una obturació de desplaçament que proporciona diversos punts de temps dins de la mateixa imatge. Els resultats finals depenen de la velocitat de lectura del sensor i de la naturalesa de l'escena que es filma; com a regla general, les càmeres de cinema superiors tindran velocitats de lectura més ràpides i, per tant, un efecte rolling shutter més suau que les càmeres baixes.
Exemple de l'efecte oblic causat pel rolling shutter en una fotografia presa des d'un cotxe a una velocitat de 50 milles per hora. Els objectes més llunyans apareixen normals mentre que en els primers plans objectes com la reixa apareixen torts.

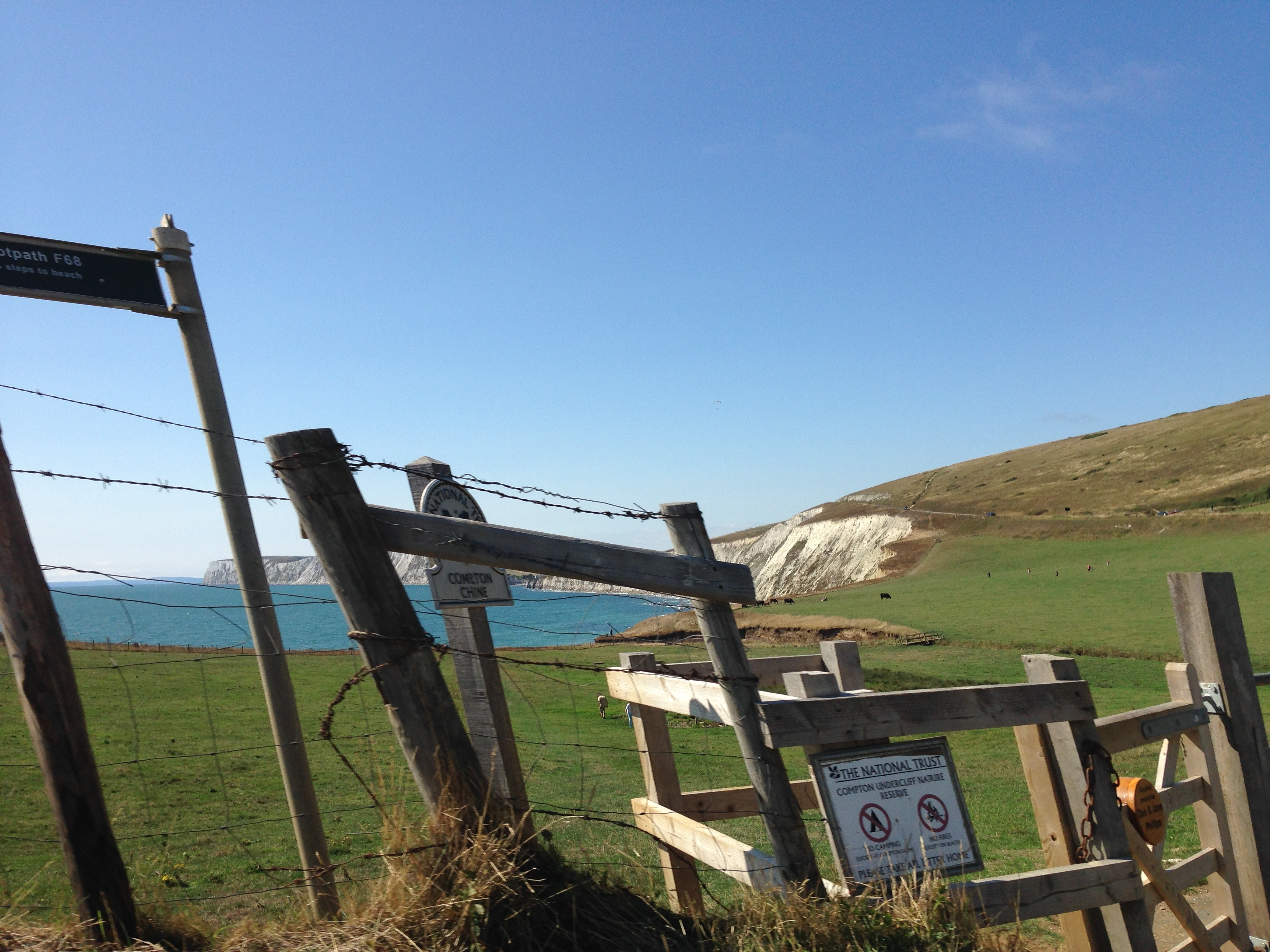
Efecte oblic on veiem distorsionada la reixa d'un camp a causa que la imatge ha estat captada des d'un cotxe a 50 milles per hora.

Les imatges i vídeos que pateixen distorsions causades pel rolling shutter poden ser millorades per mitjà d'algoritmes que rectifiquen o compensen la obturació deformada. Aquest tema és una àrea activa de recerca.